# Jiangkou Reservoir
Jiangkou Reservoir är en reservoar i Kina. Den ligger i provinsen Sichuan, i den sydvästra delen av landet, omkring 400 kilometer sydost om provinshuvudstaden Chengdu. I omgivningarna runt Jiangkou Reservoir växer i huvudsak blandskog.
Genomsnittlig årsnederbörd är 1 493 millimeter. Den regnigaste månaden är maj, med i genomsnitt 235 mm nederbörd, och den torraste är januari, med 22 mm nederbörd.